# Anisozyga aphrias
Anisozyga aphrias är en fjärilsart som beskrevs av Edward Meyrick 1889. Anisozyga aphrias ingår i släktet Anisozyga och familjen mätare. Inga underarter finns listade i Catalogue of Life.